# Please Mr. Postman

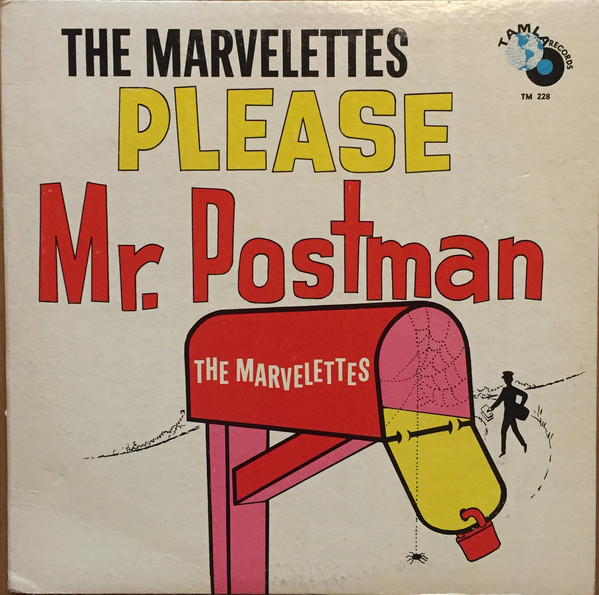
Portada del LP, diseñada por Barni Wright.

«Please Mr. Postman» es el primer sencillo de The Marvelettes para el sello Tamla (Motown), siendo significativo que haya sido la primera canción de Motown en alcanzar la posición n.º 1 en el Billboard Hot 100. El sencillo alcanzó esta posición a finales de 1961, como también lo alcanzaría en las listas del Billboard R&B.

## Historia
A principios de 1961, The Marvelettes (entonces conocidas como «The Marvels») organizaron una audición para la Tamla de Berry Gordy. Georgia Dobbins necesitaba una canción original para su audición, y obtuvo una canción de blues de su amigo William Garrett, que luego reelaboraron para el grupo. Dobbins dejó el grupo después de la audición y fue sustituida. Gordy cambió el nombre del grupo y contrató a «Brianbert», una asociación compuesta por Brian Holland y Robert Bateman, para reelaborarla otra vez. Freddie Gorman, otro socio de la composición de Holland, también participó en la reelaboración final de la canción. 
La grabación de Marvelettes tuvo como cantante a Gladys Horton, donde cantaba su esperanza de que el cartero le trajera una carta de su novio, que estaba ausente en la guerra. La instrumentación corría a cargo de The Funk Brothers, que incluía a Marvin Gaye en la batería. 
Los créditos para la composición de «Please Mr. Postman» parece haber cambiado con los años. El sencillo original para la versión de The Marvelettes tuvo a «Dobbins/Garett/ Brianbert» como los compositores de la canción, y «Brianbert» como productor. La versión de The Beatles en el álbum With the Beatles tuvo acreditado solamente a Brian Holland. El libro de la discografía de The Beatles All Together Now la acreditaba a Holland, Bateman, y Berry Gordy. En 1992, el box set de Motown Hitsville USA: The Motown Singles Collection tuvo a Dobbins, Garrett, Holland, Bateman, y Gorman como los compositores. En 2006, el salón de la Fama de los Compositores acreditaba «Please Mr. Postman» tan sólo a Holland, Bateman, y Gorman.
«Please Mr. Postman» ha sido versionada frecuentemente, incluyendo una versión de The Beatles en su álbum With the Beatles. Cantada por John Lennon, su versión invertía los géneros. Más tarde, una segunda versión exitosa sería grabada por The Carpenters, que llevaría la canción de nuevo al n.º 1 del Billboard Hot 100 a principios de 1975.
El Cuarteto de Nos realizó una versión paródica en español incluida en su álbum Otra Navidad en las Trincheras, publicado en 1994.

### Personal
- Gladys Horton – voz principal y acompañamiento vocal
- Wanda Young – acompañamiento vocal
- Georgeanna Tillman – acompañamiento vocal
- Wyanetta («Juanita») Cowart – acompañamiento vocal
- Katherine Anderson – acompañamiento vocal
- The Funk Brothers – instrumentación, que incluía a:
  - Marvin Gaye – batería
  - Benny Benjamin – batería
  - James Jamerson – bajo
  - Richard «Popcorn» Wylie – piano
  - Eddie «Bongo» Brown – percusión

## Versión de The Beatles
«Please Mister Postman» fue versionada por The Beatles para su segundo álbum británico With the Beatles, publicado el 22 de noviembre de 1963. En los Estados Unidos, fue incluida en el álbum The Beatles' Second Album, publicado el 10 de abril de 1964. La canción estaba cantada por John Lennon. The Beatles incluían «Please Mister Postman» como parte de sus actuaciones en vivo en 1962, interpretándola de manera regular en el Cavern Club de Liverpool. La canción ya había sido abandonada de su repertorio en vivo para cuando fue grabada para su segundo álbum With the Beatles. Para la grabación, se requirió algo de trabajo en el estudio para llevarla hasta un nivel de calidad aceptable. Ian MacDonald criticó su versión por contener un «muro de sonido» y mostrar una «vacuidad general». 

## Personal
- John Lennon: voz principal doblada a dos pistas y guitarra rítmica (Rickenbacker 325c58)
- Paul McCartney: bajo (Höfner 500/1 61´) y coros
- George Harrison: guitarra principal (Gretsch Country Gentleman), guitarra eléctrica (Rickenbacker 360/12) y coros
- Ringo Starr: batería (Ludwig Downbeat)

Productor: George Martin
Ingeniero de grabación: Norman Smith

## Otras versiones
- The Carpenters publicaron su versión a finales de 1974, alcanzando el n.º 1 tanto en el Billboard Hot 100 como también en el Billboard Hot Adult Contemporary Tracks[4]
- La girl-band británica The Saturdays interpretaron en noviembre de 2009 una versión de la canción en el show televisivo británico Celebrating The Carpenters
- El grupo uruguayo El Cuarteto de Nos versionó la canción como «Bo Cartero» en su álbum Otra Navidad en las trincheras (1994), con la letra reescrita de forma humorística